# 第16回全国中等学校蹴球選手権大会
第16回全国中等学校蹴球選手権大会（だい16かいぜんこくちゅうとうがっこうしゅうきゅうせんしゅけんたいかい）は、大阪毎日新聞主催により1934年1月に南甲子園運動場で開催された全国中等学校蹴球選手権大会である。

## 参加チーム
- 函館師範(北海道・2年連続3回目)
- 宮城師範(宮城・3年連続3回目)
- 埼玉師範(埼玉・3年連続3回目)
- 青山師範(東京・4年連続5回目)
- 富山師範(富山・7年連続7回目)
- 岐阜師範(岐阜・初出場)
- 京都師範(京都・5年連続15回目)
- 明星商(大阪・5年ぶり10回目)
- 御影師範(兵庫・2年ぶり14回目)
- 広島一中(広島・2年ぶり6回目)
- 徳島商(徳島・初出場)
- 長崎師範(長崎・2年ぶり2回目)

## 試合結果

### 1回戦
- 明星商 7 - 2 富山師範
- 青山師範 12 - 0 徳島商
- 広島一中 6 - 0 宮城師範
- 御影師範 3 - 2 函館師範

### 準々決勝
- 明星商 4 - 1 長崎師範
- 京都師範 1 - 0 青山師範
- 岐阜師範 4 - 2 広島一中
- 御影師範 5 - 0 埼玉師範

### 準決勝
- 明星商 4 - 1 京都師範
- 岐阜師範 4 - 2 御影師範

### 決勝
- 岐阜師範 8 - 4 明星商（延長）